# Internazionali d'Italia 2019
Gli Internazionali d'Italia 2019 sono stati un torneo di tennis giocato su campi in terra rossa. Si è trattato della 76ª edizione degli Internazionali d'Italia, classificati come ATP World Tour Masters 1000 nell'ambito dell'ATP Tour 2019 e come WTA Premier 5 nel WTA Tour 2019. Tutti gli incontri si sono giocati al Foro Italico, a Roma in Italia, dal 13 al 19 maggio 2019. È stata un'edizione che ha visto il ritorno a sorpresa di Roger Federer, da tre anni assente sulla terra rossa, e l'annullamento totale degli incontri della giornata del 15 maggio a causa di una continua e abbondante precipitazione.

## Partecipanti ATP

### Teste di serie
| Nazione   | Giocatore             | Ranking* | Testa di serie** |
| --------- | --------------------- | -------- | ---------------- |
| Serbia    | Novak Đoković         | 1        | 1                |
| Spagna    | Rafael Nadal          | 2        | 2                |
| Svizzera  | Roger Federer         | 3        | 3                |
| Germania  | Alexander Zverev      | 5        | 4                |
| Austria   | Dominic Thiem         | 4        | 5                |
| Giappone  | Kei Nishikori         | 6        | 6                |
| Argentina | Juan Martín del Potro | 9        | 7                |
| Grecia    | Stefanos Tsitsipas    | 7        | 8                |
| Croazia   | Marin Čilić           | 10       | 9                |
| Italia    | Fabio Fognini         | 12       | 10               |
| Russia    | Karen Chačanov        | 13       | 11               |
| Russia    | Daniil Medvedev       | 14       | 12               |
| Croazia   | Borna Ćorić           | 15       | 13               |
| Georgia   | Nikoloz Basilašvili   | 18       | 14               |
| Francia   | Gaël Monfils          | 16       | 15               |
| Italia    | Marco Cecchinato      | 19       | 16               |

* Ranking al 13 maggio 2019.

** Teste di serie in base al ranking del 6 maggio 2019.

### Altri partecipanti
I seguenti giocatori hanno ricevuto una wild card per il tabellone principale:
- Andrea Basso
- Matteo Berrettini
- Jannik Sinner
- Lorenzo Sonego

Il seguente giocatore è entrato in tabellone con il ranking protetto:
- Jo-Wilfried Tsonga

I seguenti giocatori sono passati dalle qualificazioni:

- Daniel Evans
- Taylor Fritz
- Yoshihito Nishioka
- Cameron Norrie
- Benoît Paire
- Albert Ramos Viñolas
- Casper Ruud

### Ritiri
Prima del torneo
- Kevin Anderson → sostituito da  Michail Kukuškin
- John Isner → sostituito da  Radu Albot
- Milos Raonic → sostituito da  Jan-Lennard Struff

Durante il torneo
- Roger Federer

## Partecipanti ATP doppio

### Teste di serie
| Nazione     | Giocatore            | Nazione       | Giocatore     | Ranking* | Testa di serie |
| ----------- | -------------------- | ------------- | ------------- | -------- | -------------- |
| Polonia     | Łukasz Kubot         | Brasile       | Marcelo Melo  | 11       | 1              |
| Regno Unito | Jamie Murray         | Brasile       | Bruno Soares  | 17       | 2              |
| Colombia    | Juan Sebastián Cabal | Colombia      | Robert Farah  | 20       | 3              |
| Croazia     | Nikola Mektić        | Croazia       | Franko Škugor | 23       | 4              |
| Austria     | Oliver Marach        | Croazia       | Mate Pavić    | 25       | 5              |
| Sudafrica   | Raven Klaasen        | Nuova Zelanda | Michael Venus | 29       | 6              |
| Stati Uniti | Bob Bryan            | Stati Uniti   | Mike Bryan    | 31       | 7              |
| Finlandia   | Henri Kontinen       | Australia     | John Peers    | 35       | 8              |

* Ranking aggiornato al 6 maggio 2019.

### Altri partecipanti
Le seguenti coppie hanno ricevuto una wildcard per il tabellone principale:
- Filippo Baldi /  Andrea Pellegrino
- Simone Bolelli /  Andreas Seppi
- Marco Cecchinato /  Lorenzo Sonego

## Partecipanti WTA

### Teste di serie
| Nazione     | Giocatrice           | Ranking* | Testa di serie |
| ----------- | -------------------- | -------- | -------------- |
| Giappone    | Naomi Ōsaka          | 1        | 1              |
| Rep. Ceca   | Petra Kvitová        | 2        | 2              |
| Romania     | Simona Halep         | 3        | 3              |
| Rep. Ceca   | Karolína Plíšková    | 5        | 4              |
| Ucraina     | Elina Svitolina      | 6        | 5              |
| Paesi Bassi | Kiki Bertens         | 7        | 6              |
| Stati Uniti | Sloane Stephens      | 8        | 7              |
| Australia   | Ashleigh Barty       | 9        | 8              |
| Bielorussia | Aryna Sabalenka      | 10       | 9              |
| Stati Uniti | Serena Williams      | 11       | 10             |
| Danimarca   | Caroline Wozniacki   | 12       | 11             |
| Lettonia    | Anastasija Sevastova | 13       | 12             |
| Estonia     | Anett Kontaveit      | 14       | 13             |
| Cina        | Qiang Wang           | 15       | 14             |
| Germania    | Julia Görges         | 17       | 16             |

* Ranking al 6 maggio 2019.

### Altre partecipanti
Le seguenti giocatrici hanno ricevuto una wild card per il tabellone principale:
- Viktoryja Azaranka
- Elisabetta Cocciaretto
- Sara Errani
- Jasmine Paolini
- Venus Williams

Le seguenti giocatrici sono passate dalle qualificazioni:

- Mona Barthel
- Irina-Camelia Begu
- Alizé Cornet
- Polona Hercog
- Kristina Mladenovic
- Rebecca Peterson
- Maria Sakkarī
- Tamara Zidanšek

La seguente giocatrice è entrata in tabellone come lucky loser:
- Amanda Anisimova

### Ritiri
Prima del torneo
- Bianca Andreescu → sostituita da  Johanna Konta
- Camila Giorgi → sostituita da  Barbora Strýcová
- Angelique Kerber → sostituita da  Alison Riske
- Marija Šarapova → sostituita da  Viktória Kužmová
- Donna Vekić → sostituita da  Amanda Anisimova

Durante il torneo
- Alizé Cornet
- Julia Görges
- Petra Kvitová
- Garbiñe Muguruza
- Naomi Ōsaka
- Jeļena Ostapenko
- Serena Williams
- Caroline Wozniacki

## Partecipanti WTA doppio

### Teste di serie
| Nazione       | Giocatrice          | Nazione       | Giocatrice         | Ranking* | Testa di serie |
| ------------- | ------------------- | ------------- | ------------------ | -------- | -------------- |
| Rep. Ceca     | Barbora Krejčíková  | Rep. Ceca     | Kateřina Siniaková | 3        | 1              |
| Stati Uniti   | Nicole Melichar     | Rep. Ceca     | Květa Peschke      | 25       | 2              |
| Australia     | Samantha Stosur     | Cina          | Zhang Shuai        | 28       | 3              |
| Belgio        | Elise Mertens       | Bielorussia   | Aryna Sabalenka    | 29       | 4              |
| Taipei cinese | Hsieh Su-wei        | Rep. Ceca     | Barbora Strýcová   | 30       | 5              |
| Canada        | Gabriela Dabrowski  | Cina          | Xu Yifan           | 30       | 6              |
| Taipei cinese | Chan Hao-ching      | Taipei cinese | Latisha Chan       | 32       | 7              |
| Germania      | Anna-Lena Grönefeld | Paesi Bassi   | Demi Schuurs       | 35       | 8              |

* Ranking aggiornato al 6 maggio 2019.

### Altre partecipanti
Le seguenti coppie hanno ricevuto una wildcard per il tabellone principale:
- Deborah Chiesa /  Jasmine Paolini
- Sara Errani /  Martina Trevisan
- Anastasia Grymalska /  Giorgia Marchetti

## Punti e montepremi
Il montepremi è di € 5.791.280 per il torneo ATP e $ 3.452.538 per il torneo WTA.
| Torneo              | Torneo              | V       | F       | SF      | QF      | 3T     | 2T     | 1T     | Q  | Q2    | Q1    |
| Singolare maschile  | Punti               | 1000    | 600     | 360     | 180     | 90     | 45     | 10     | 25 | 16    | 0     |
| Singolare maschile  | Premi in denaro (€) | 958.055 | 484.950 | 248.745 | 128.200 | 64.225 | 33.635 | 18.935 | 0  | 7.255 | 3.630 |
| Doppio maschile     | Punti               | 1000    | 600     | 360     | 180     | –      | 90     | 0      | –  | –     | –     |
| Doppio maschile     | Premi in denaro (€) | 284.860 | 139.020 | 69.680  | 35.510  | –      | 18.730 | 10.020 | –  | –     | –     |
| Singolare femminile | Punti               | 900     | 585     | 350     | 190     | 105    | 60     | 1      | 30 | 20    | 1     |
| Singolare femminile | Premi in denaro (€) | 507.100 | 253.425 | 126.590 | 58.313  | 28.910 | 14.840 | 7.627  | 0  | 4.245 | 2.184 |
| Doppio femminile    | Punti               | 900     | 585     | 350     | 190     | –      | 105    | 1      | –  | –     | –     |
| Doppio femminile    | Premi in denaro (€) | 145.167 | 73.322  | 36.293  | 18.269  | –      | 9.277  | 4.572  | –  | –     | –     |

## Campioni

### Singolare maschile
Rafael Nadal ha sconfitto in finale  Novak Đoković con il punteggio di 6-0, 4-6, 6-1.
- È l'ottantunesimo titolo in carriera per Nadal, trentaquattresimo master mille, nono titolo a Roma e primo della stagione.

### Singolare femminile
Karolína Plíšková ha sconfitto in finale  Johanna Konta con il punteggio di 6-3, 6-4.
- È il tredicesimo titolo in carriera per Plíšková, secondo della stagione.

### Doppio maschile
Juan Sebastián Cabal /  Robert Farah hanno sconfitto in finale  Raven Klaasen /  Michael Venus con il punteggio di 6-1, 6-3.

### Doppio femminile
Viktoryja Azaranka /  Ashleigh Barty hanno sconfitto in finale  Anna-Lena Grönefeld /  Demi Schuurs con il punteggio di 4-6, 6-0, [10-3].